# Five Nights at Freddy's 2
Five Nights at Freddy's 2 (укр. П'ять ночей у Фредді 2) — відеогра жанру point-and-click survival horror, випущена 10 листопада 2014 року інді-розробником Скоттом Коутоном (англ. Scott Cawthon).
У цій грі, як і в її попередниці, гравець виступає в ролі сторожа піцерії. Вночі нею бігають зламані ляльки-аніматроніки, від яких сторож мусить вберегтися.

## Сюжет
Джеремі Фітцжеральд влаштувався на посаду охоронця нічної зміни для охорони аніматроніків піцерії «Freddy Fazbear's Pizza». Від минулого охоронця надходили скарги на те, що аніматроніки намагаються пробратися в офіс, тому його перевели на денну зміну. Джеремі належить виживати з опівночі до 6:00 (8 хвилин 37 секунд реального часу) протягом 5 ночей (6, 7 бонусні). Після шостої ночі піцерія закривається, а охоронця переводять на денну зміну. На сьому ніч заступає Фрітз Сміт, якого пізніше звільняють за те, що він втрутився в механізм аніматроніків.

## Ігровий процес
Це пригодницька відеогра у стилі виживання серед жаху. Гравцеві, на відміну від попередньої гри, не потрібно стежити за рівнем енергії і за дверима, оскільки їх видалено з гри. Перед гравцем відкривається просторий коридор і дві вентиляційні шахти, ліворуч і праворуч. Проходи в вентиляції можна підсвічувати. Для освітлення центрального входу до офісу охорони гравець має ліхтарик. Також ліхтариком обладнані всі камери відеоспостереження.
Гравець має стежити за зарядом ліхтарика, інакше той відключиться. Також гравцеві потрібно стежити за заводом шкатулки в локації «Куточок призів». Від заводу шкатулки залежить пересування Маріонетки. При наближенні заводу до нуля в нижньому правому куті блимає знак оклику, що сповіщає гравця про потребу завести шкатулку. З кожною ніччю завід витрачається все швидше. Після смерті є шанс пограти в одну з чотирьох міні-ігор в стилі Atari 2600.

## Вороги

### Звичайні противники
- Іграшковий Бонні (англ. Toy Bonnie) — іграшкова версія Бонні. Він блакитний, у нього червоні щоки і зелені очі. Має в руках гітару, що дає зрозуміти, що він був гітаристом в групі. Пробирається в офіс через праву вентиляцію. Місцезнаходження / пересування: сцена-> Кімната вечірок 3> Кімната вечірок 4> Кімната вечірок 2. Активний з першої ночі.
- Іграшкова Чіка (англ. Toy Chica) — іграшкова версія Чіки. Вона завжди ходить з кексом в лівій руці (якого прозвали Карлом) і навіть нападає з ним. Носить на шиї слинявчик, на якому написана фраза «Let's party» — «святкуймо». Як тільки вона йде зі сцени, її очі і дзьоб зникають. Пробирається в офіс через ліву вентиляцію. Місцезнаходження / пересування: сцена-> Головний зал. Активна з першої ночі.
- Іграшковий Фредді (англ. Toy Freddy) — іграшкова версія Фредді. Зроблена товщим, ніж його оригінальна версія. Має мікрофон в лівій руці, що дає зрозуміти, що в групі він був вокалістом. З'являється лише в коридорі. Місцезнаходження / пересування: сцена-> Ігровий майданчик. Активний з першої ночі.
- Мангл (англ. Mangle) — оновлена версія Фоксі. Кожен день її розбирали діти, але в один день майстрам набридло її збирати, і вони зробили з неї атракціон «Збери і розбери», яким ніхто не користувався. Пересувається по стелі. Також можна почути сильні радіоперешкоди, якщо вона знаходиться поруч. Пробирається в офіс через праву вентиляцію. Місцезнаходження / пересування: Дитяча бухта-> Призовий угол-> Ігровий майданчик-> Головний зал-> Кімната вечірок 2. Активна з другої ночі.
- Старий Фоксі (англ. Withered Foxy) — лисиця червоного кольору з пов'язкою на оці і гаком замість правої руки. З'являється в коридорі. Місцезнаходження / пересування: Майстерня. Активний з другої ночі.
- Старий Бонні (англ. Withered Bonnie) — синьо-фіолетовий кролик з червоним метеликом на шиї. Може залізти в ліву вентиляційну шахту, пізніше з'явитися перед гравцем. Після його появи слід дуже швидко надіти маску. У кролика відсутнє лице (видно голову ендоскелета), також відсутня ліва лапа. Може з'явитися в коридорі. Місцезнаходження / пересування: Майстерня. Активний з третьої ночі, хоча рідко може активуватися на другий.
- Стара Чіка (англ. Withered Chica) — жовта курка зі слинявчиком на шиї, на якому написана фраза «Let's Eat» — «Нумо їсти». Її дзьоб розібраний, звідти видно щелепи ендоскелета. У неї відсутні руки. Може залізти в праву вентиляційну шахту, пізніше раптово з'являється перед гравцем. Місцезнаходження / пересування: Майстерня. Активна з третьої ночі.
- Старий Фредді (англ. Withered Freddy) — ведмідь Фредді, З'являється в коридорі. Місцезнаходження / пересування: Майстерня. Активний з третьої ночі.
- Хлопчик з кульками (англ. Balloon Boy) — новий персонаж. Виглядає як маленький хлопчик з шапочкою-вертольотом. В одній з рук тримає кульки, а в інший табличку з написом «Balloons!» — «Повітряні Кульки!». Не дає скористатися ліхтариком. Активний з другої ночі.
- Маріонетка (англ. The Puppet) — новий персонаж, швидше за все не є аніматроніком, її активність залежить від заряду музичної шкатулки. З кожною ніччю заряд шкатулки витрачається швидше. Якщо скринька перестала грати, то через кілька хвилин / секунд сторожа вб'є маріонетка. Про це може сповіщати інша мелодія від шкатулки. Активна в усі ночі. В 1 ніч активна з 2 AM, всі інші ночі з 12 AM.

### Секретні противники
- Старий Золотий Фредді (англ. Withered Golden Freddy) — може з'явитися в офісі, або в коридорі (у коридорі видно тільки його голову). Шанс його появи на шостій ночі — 95 %, але в будь-яку іншу ніч — 1-1,5 %, також налаштовується в Custom Night.
- Тінь Фредді (англ. Shadow Freddy) — може з'явитися в кімнаті «Майстерня» на місці Бонні, не атакує, але при довгому огляді гра може закритися, або замість гри буде чорний екран, далі нічого.
- Тінь Бонні (англ. Shadow Bonnie) — може з'явитися в офісі, не атакує. Після його появи гра примусово закриється.
- Ендоскелет (англ. Endoskeleton) — з'являється в кімнаті «Призовий кут», якщо скринька в цій же кімнаті перестала грати і маріонетка вийшла. Дуже рідко з'являється в лівій вентиляційній шахті, не атакує.
- Дівчинка з кульками (англ. Balloon girl) — може з'явитися під столом в офісі з деяким шансом в будь-яку ніч (видно тільки її обличчя). Вона не атакує. При піднятті планшета зникає.

## Рецензії
| Агрегатор  | Оцінка     |
| ---------- | ---------- |
| Metacritic | PC: 62/100 |

| Видання        | Оцінка     |
| -------------- | ---------- |
| Destructoid    | PC: 7/10   |
| Gamezebo       | MOB:       |
| Nintendo Life  | NS:        |
| PC Gamer (США) | PC: 70/100 |
| TouchArcade    | MOB:       |

Five Nights at Freddy's 2  отримала позитивні відгуки від критиків. Омрі Петітт (англ. Omri Petitte) з PC Gamer дав Five Nights at Freddy's 2 70 балів зі 100, додавши, що він хотів у продовженні «більше розумності і невизначеності. Я хотів повільно ходячі костюми аніматроніків, які знайдуть мене і розріжуть моє обличчя новим і цікавим способом. Я хотів можливість ходити. Я отримав хоррор-гру, яка глибоко занурюється в обман і хитрість, чудово жахливий коктейль з супернатуральної містики і ударів панічного адреналіну. Насолоджуючись хорошими частинами, незважаючи на складність, що нагнітає».

## Продовження
27 січня 2015 року на каналі Скотта Коутона з'явився трейлер до Five nights at Freddy's 3. У ньому показаний новий аніматронік, що складається з частин всіх аніматроніків: рук Чіки, вух Бонні, гака Фоксі і кольору Золотого Фредді.